# التحفيز والشخصية (كتاب)
التحفيز والشخصية، هو كتاب عن علم النفس من تأليف إبراهام ماسلو، نُشر لأول مرة في عام 1954. يتحدث عمل ماسلو عن موضوع طبيعة الإشباع البشري وأهمية العلاقات الشخصية وكيفية التحقيق الذاتي.  يحتاج الأشخاص الذين يعانون من قلة التحصيل الذاتي إلى الحب والعاطفة الاجتماعيه، ولكن الشخص المحقق ذاتيًا لديه هذه الاحتياجات «الأقل» مُشبعه وقادرًا على متابعة طريقه الخاص نحو تحقيق الذات. 
ربما يكون كتاب ماسلو هو أفضل عمل معاصر معروف عن احتياجات الإنسان.افترض ماسلو هرمًا للاحتياجات البشرية يمتد من الاحتياجات المادية الأساسية في الأسفل إلى الاحتياجات الروحية في الأعلى. 
في كتاب التحفيز والشخصية، يجادل ماسلو بأنه من أجل أن يزدهر الأفراد ويتفوقون، يجب إنشاء ثقافة تعزز الصحة.  ماسلو من بين النظريات النفسيه يعتقد أنه عندما يفشل الآباء في توفير بيئة آمنة، فإن أطفالهم سيصابون بمشاعر عميقة ب انعدام الأمان.  يعتقد ماسلو أن الرفاهية تجعل الناس يعبرون بحرية عن إمكانياتهم الكامنة. 

## انظر ايضاً
- الشخصية الأبوية
- شخصية الإنسان
- شخصيه اعتماديه